# Caravia
Caravia ist eine spanische Gemeinde (in Asturien concejo, im übrigen Spanien municipio) in der autonomen Region Asturien. Die Bewohner von Caravia werden in der Landessprache caravianu bzw. caraviana genannt.

## Geographie
Caravia ist die drittkleinste Gemeinde Asturiens. Seine Hauptorte sind Prado (asturisch Prau), Duesos und Duyos. Die Gemeinde liegt 68 km von Oviedo entfernt.
El Fito im Süden der Gemeinde ist mit 631 m die höchste Erhebung. Im Norden grenzt die Gemeinde an das Meer (Golf von Biskaya) und verfügt dort über die Strände La Beciella, El Arenal de Morís und La Espasa. Der mittlere Teil der Gemeinde bildet zusammen mit den Gemeinden Colunga, Piloña, Parres und Ribadesella die Sierra del Sueve.

## Klima
Das Klima ist entsprechend dem Küstenbereich maritim und feucht mit angenehm milden Sommern und milden, selten strengen Wintern.
Durch die Picos de Europa im Hinterland ist im Frühling und im Herbst mit Morgennebeln zu rechnen.

## Politik
Die 7 Sitze des Gemeinderates werden alle 4 Jahre gewählt und sind wie folgt unterteilt:
| Partei | 1987 | 1991 | 1995 | 1999 | 2003 | 2007 | 2011 | 2015 |
| ------ | ---- | ---- | ---- | ---- | ---- | ---- | ---- | ---- |
| PSOE   | 2    | 2    | 3    | 4    | 4    | 4    | 3    | 1    |
| PP     | 4    | 4    | 4    | 3    | 3    | 3    | 2    | 4    |
| IU-BA  | 1    | 1    |      |      |      |      |      | 1    |
| FAC    |      |      |      |      |      |      | 2    | 1    |
| Total  | 7    | 7    | 7    | 7    | 7    | 7    | 7    | 7    |

## Wirtschaft
| TOTAL | 138 | 100   |
| Ackerbau, Viehzucht und Fischerei                                                                        | 13  | 9,42  |
| Industrie                                                                                                | 4   | 2,90  |
| Bauwirtschaft                                                                                            | 16  | 11,59 |
| Dienstleistungsbetriebe                                                                                  | 105 | 76,09 |
| * Daten, Stand 2009. (PDF; 106 kB) SADEI – Statistisches Amt für Wirtschaftliche Entwicklung in Asturien |     |       |

## Bevölkerungsentwicklung
|                                                     |
| Quelle: Instituto Nacional de Estadística de España |

## Töchter und Söhne der Stadt
- Pedro Caravia Hevia (1902–1984), spanischer Philosoph